# Томас Мюлер
Томас Мюлер (на немски: Thomas Müller) е германски футболист, който играе за Ванкувър Уайткапс. Най-често се изявява като атакуващ полузащитник, а освен това е играл като централен нападател или дясно крило. Той е рекордьор по асистенции в историята на Бундеслигата с общо 159 и рекордьор по най-много асистенции в първенството за един сезон – 21 през 2019/20.
Мюлер е най-титулуваният германски футболист с общо 32 трофея. С „баварците“ има 11 титли на Германия, шест национални купи, осем суперкупи, два триумфа в Шампионска лига, две Суперкупи на Европа и две Световни клубни първенства. Той е в основата на двата требъла на Байерн от 2013 и 2020 г.
Има над 120 мача за националния отбор на Германия, като е световен шампион през 2014 г. При първия си голям турнир за Бундестима – Световното първенство през 2010 г., става голмайстор на шампионата на планетата с 5 гола. Четири години по-късно при триумфа на първенството в Бразилия е в идеалния отбор на шампионата и остава на второ място при гласуването за най-добър футболист на турнира.

## Клубна кариера
Мюлер започва кариерата си в дублиращия тим на Байерн. През сезон 2008/09 Байерн Мюнхен II се състезава в новосформираната Трета Бундеслига. Томас играе в 32 срещи и вкарва 15 гола, с което става голмайстор на тима в Трета Бундеслига. Изявите му са забелязани от траньора на първия тим Юрген Клинсман и Мюлер дебютира на 15 август 2008 г. в мач с Хамбургер ШФ, като влиза в последните 10 минути вместо Мирослав Клозе. Записва общо 4 двубоя в Бундеслигата и играе в Шампионска лига срещу Спортинг Лисабон при победата със 7:1. Мюлер вкарва седмия гол в този мач.
През лятото на 2009 г. начело на Байерн застава Луис ван Гаал. Нидерландският спец налага Мюлер като твърд титуляр, заедно с още младежи от академията като Холгер Бадщубер и Давид Алаба. Оформя нападателно дуо с Ивица Олич, като играе във всички мачове от сезона в Бундеслигата и вкарва 13 гола, добавяйки 11 асистенции. През септември 2009 г. става футболист на месеца в Бундеслигата след 2 гола срещу Борусия Дортмунд за разгрома с 5:1. През април 2010 г. вкарва своя първи хеттрик във вратата на Бохум (3:1) и осигурява титлата на Байерн. С 4 гола в турнира за Купата на Германия помага на тима да постигне дубъл. Байерн играе и финал в Шампионска лига, но губи от Интер. В края на сезона е избран в тима на годината и получава наградата „Браво“ за най-добър млад футболист.
През 2010/11 Мюлер запазва титулярното си място и отново играе във всеки мач от Бундеслигата. Вкарва 12 попадения, но сезонът е доста по-неуспешен за Байерн. Тимът завършва на трета позиция в шампионата и е отстранен в полуфиналите на Купата на Германия. Мюнхенци минават групите в Шампионска лига и на 1/8-финала биват отстранени от миналогодишния победител Интер. В края на 2011 г. получава номинация за Златната топка.
Постепенно Байерн преминава към игра в схема с един нападател, което измества Мюлер на позицията на атакуващ халф. Резултатността му спада през следващата кампания, като се разписва едва 7 пъти в Бундеслигата, два пъти в Националната купа и още два в Шампионска лига. Вкарва и гол във финала на Шампионска лига срещу Челси. Баварците обаче губят трофея на собствения си стадион след изпълнение на дузпи. След два сезона без титла, Байерн си връща доминацията в Бундеслигата през 2013 г., за да запише серия от 10 поредни шампионски титли до 2022 г. Тимът започва с 8 поредни победи, като Томас вкарва по 2 гола на Щутгарт и Фортуна Дюселдорф. С негов гол е спечелена и Суперкупата на страната. Попадения на Мюлер са ключови за отстраняването на тимове като Ювентус и Барселона в Шампионска лига. Байерн печели европейската клубна титла след успех над Борусия Дортмунд във финала и постига требъл.
И с идването на Хосеп Гуардиола начело на Байерн през 2013 г. Мюлер запазва титулярното си място. Въпреки привличането на Марио Гьотце, Мюлер вкарва 26 попадения във всички турнири, включително втория гол във финала за Купата на Германия с Борусия Дортмунд и гол при успеха над Манчестър Сити в Шампионска лига. През лятото на 2014 г. отказва оферта на Манчестър Юнайтед и преподписва с Байерн до 2019 г. По време на трите сезона на Гуардиола начело на Байерн тимът не минава по-напред от полуфинал в Шампионска лига, но остава без конкуренция на домашната сцена. С привличането на Роберт Левандовски Мюлер оформя тандем с поляка, който носи успехите на Байерн в следващите години.
Мюлер става най-резултатният германец в Шампионска лига, след като на 21 април 2015 г. вкарва при победата над Порто с 6:1 и изпреварва бившия си съотборник Марио Гомес. Кампанията 2015/16 става най-резултатната в кариерата на нападателя, като той вкарва цели 32 гола във всички турнири, като 21 от тях са вкарани само през първия полусезон. По това време е и щатен изпълнител на дузпи на тима, като вкарва 5 от тях и пропуска една.
Началото на сезон 2016/17 е трудно за Мюлер, тъй като поелият Байерн Карло Анчелоти залага повече на Тиаго Алкантара зад нападателя и оставя германеца на резервната скамейка във важни мачове. Мюлер записва серия от 999 минути без гол в Бундеслигата, докато не вкарва във вратата на Волфсбург. Вкарва само 8 попадения през сезона, но дава 12 асистенции.
И при Нико Ковач Мюлер е далеч от най-добрата си форма. На 12 декември 2018 г. в срещата с Аякс изиграва своя мач номер 105 в Шампионска лига, с което изпреварва Филип Лам и става играчът с най-много мачове в турнира за Байерн. В същия двубой получава първия червен картон в кариерата си.
В началото на сезон 2019/20 с привличането на Филипе Коутиньо Ковач заявява, че Мюлер „ще играе само при спешни случаи“. Скоро след това обаче хърватският специалист е заменен на поста от Ханзи Флик. Томас отново става незаменим за Байерн, като през първия полусезон в Бундеслигата дава 11 асистенции. Завършва кампанията с общо 21, като чупи рекорда на Кевин Де Бройне и Емил Форсберг. В 1/4-финала на Шампионска лига срещу Барселона вкарва 2 гола и дава асистенция за разгрома с 8:2. През кампанията Байерн печели общо 6 трофея и е пълен хегемон във всички турнири.
На 19 ноември 2021 г. записва своя мач номер 600 при загубата с 1:2 от Аусбург, като се нарежда на 4-то място във вечната ранглиста на Байерн.

## Национален отбор
След като записва мачове за младежия национален отбор до 21 години през 2009 г., през януари 2010 г. Йоахим Льов вика Мюлер в първия тим. Томас дебютира в контрола с Аржентина. През лятото на същата година е част от състава на Бундестима на Мондиал 2010. Мюлер се налага отдясно на нападението на тима и става едно от откритията на турнира. Вкарва гол в срещата от груповата фаза с Австралия и се отчита с 2 гола и асистанция при разгрома с 4:1 над Англия в 1/8-финала. Разписва се и в 1/4-финала с Аржентина. Петия си гол на шампионата на планетата вкарва в мача за трето място с Уругвай (3:2) и Германия печели бронзовите медали.
Част е и от тима на Германия на Евро 2012, където Германия отпада на полуфинала от Италия. През 2014 г. на Световното първенство в Бразилия Бундестимът печели титлата. В груповия етап вкарва хеттрик на Португалия за успеха с 4:0 и единствения гол за минималния успех над САЩ. Също вкарва първия гол при разгрома над домакините от Бразилия със 7:1 в полуфинала. Така Мюлер става вторият германец с 10 гола на световни първенства, първият е Хелмут Ран.
На Евро 2016 Германия отново достига полуфиналите, но Мюлер не вкарва нито един гол и е в слаба форма по време на турнира. Две години по-късно Томас е част от Бундестима на Световното първенство в Русия. Германците обаче изненадващо отпадат в груповата фаза на турнира и не успяват да защитят шампионската титла.
В началото на 2019 г. Льов изключва Мюлер, Жером Боатенг и Матс Хумелс от националния отбор на Германия. Все пак през март 2021 г. селекционерът променя решението си и повиква Томас за Европейския шампионат. Нападателят обаче не вкарва гол на трето поредно европейско, а тимът отпада на 1/8-финалите. Така Мюлер има 15 мача на европейско първенство без нито едно попадение.
Част е и от състава на Германия за Световното в Катар през 2022 г. За втори пореден път Бундестимът отпада в групите на турнира.

## Успехи

### Клубни
- Шампионска лига: 2012/13, 2019/2020
- Шампион на Германия: 2009/2010, 2012/2013, 2013/2014, 2014/2015, 2015/2016, 2016/2017, 2017/18, 2018/19, 2019/20, 2020/21, 2021/22, 2022/23, 2024/25
- Купа на Германия: 2009/2010, 2012/2013, 2013/2014, 2015/16, 2018/19, 2019/20
- Суперкупата на Германия: 2010, 2012, 2016, 2017, 2018, 2020, 2021, 2022
- Носител на Суперкупата на Европа: 2013, 2020
- Световно клубно първенство: 2013, 2020

### Национален отбор
- Световен шампион – 2014, Трето място – 2010

### Индивидуални
- Голмайстор на Световно първенство – 2010
- Най-добър млад играч на Световно първенство – 2010
- В идеалния отбор на Световното първенство – 2010, 2014
- Награда „Браво“ – 2010
- Най-добър млад футболист на World Soccer – 2010
- В отбора на сезона в Шампионска лига – 2019/20
- В отбора на сезона в Бундеслигата: 2017 – 18, 2019 – 20, 2020 – 21 
 – по версия на kicker – 2012 – 13, 2015 – 16, 2019 – 20, 2020 – 21 
 – по версия на VDV – 2009 – 10, 2015 – 16, 2017 – 18, 2020 – 21